# 禖子内親王 (後宇多天皇皇女)
禖子内親王（ばいしないしんのう、生没年不詳）は、後宇多天皇の第二皇女。母は鎌倉幕府将軍・宗尊親王の王女・掄子女王。女院号は崇明門院（すうめいもんいん）。

## 来歴
元応元年（1319年）10月28日内親王宣下を受けたのち、後二条天皇の嫡男で自身の甥にあたる東宮邦良親王の妃となった。一説には禖子は自身の叔母で邦良親王の養母となっていた瑞子女王（永嘉門院）の養女になっていたという。元亨3年（1323年）に親王妃の平産祈祷が行われており、この頃には禖子内親王が皇太子妃になっていたことが知られる。しかし皇太子の叔父にあたる後醍醐天皇は自らの系統が大覚寺統の庶流に位置づけられたことに不満を抱き、大覚寺統嫡流の地位を主張して譲位を求める邦良親王との確執を深めていた。そうした中で嘉暦元年（1326年）に邦良親王が急死すると、禖子内親王はすみやかに出家して邦良親王の遺児である康仁親王（母は権大納言花山院定教女）の養育に専念した。
元弘元年（1331年）、後醍醐天皇は倒幕を企てるが失敗して（元弘の変）廃位されると、持明院統の光厳天皇が即位した。その際、幕府が元弘の変に関与していない大覚寺統嫡流の故邦良親王の系統と持明院統による両統迭立の継続を求めたことにより、康仁親王が東宮に立てられることになった。すると禖子は東宮の母に准じるとして同年10月25日の康仁親王立太子と同時に准三宮宣旨を受け、ただちに女院号宣下を受けた。しかしその2年半後に幕府が滅亡して後醍醐天皇が京都に帰還すると、後醍醐天皇は自身の廃位やそれにともなう光厳天皇の即位・康仁親王の立太子・禖子内親王の准后女院宣下のことごとくを否定、これにより元弘3年（1333年）5月17日禖子は内親王に貶された。その後建武政権が崩壊して後醍醐天皇が吉野に籠もると、北朝光明天皇の勅によって院号を復された。その後の動向については不詳。